# Donna Sheridan
Donna Sheridan è un personaggio immaginario del musical Mamma Mia! e dell'omonimo film, creato da Catherine Johnson.

## Il personaggio
Donna è una quarantenne che gestisce un albergo, chiamato “Villa Donna”, a Kalokairi, isola fittizia della Grecia. Donna ha avuto una giovinezza turbolenta: infatti era una Hippy e aveva un rapporto burrascoso con la madre.
Donna rimane incinta a vent’anni e non conosce l'identità del padre: infatti ha frequentato tre uomini contemporaneamente.
Il primo fu Harry “Heavy” Bright, studente parigino, il secondo è stato lo svedese Bill Anderson, un uomo avventuroso (viene soprannominato “Indiana”, dal personaggio di Indiana Jones) e spiritoso, mentre il terzo è stato Sam Carmichael, di cui Donna si era perdutamente innamorata. Ma quando egli le confessò che era già promesso sposo a un'altra ragazza a New York, Lorraine, Donna lo lasciò.
Le sue più care amiche sono Tanya e Rosie, con cui ha fondato il gruppo “Donna and the Dynamos”.
Alla fine della storia si sposa con Sam Carmichael, l'uomo di cui è sempre stata veramente innamorata, quando egli le rivela di essere divorziato. Nel seguito Mamma Mia! Ci risiamo, si scopre che Donna è morta da un anno  e sua figlia Sophie trasforma il suo Bed and Breakfast in un hotel per far rimanere vivo il ricordo di sua madre e chiamandolo Hotel Bella Donna.

## Canzoni
A Donna sono affidate numerose canzoni:
1. Money, Money, Money, con il coro, Rosie e Tanya
2. Mamma Mia, con il coro
3. Dancing Queen, con Rosie e Tanya
4. Our Last Summer – con Sophie, Sam, Harry e Bill
5. Super Trouper, con Roise e Tanya
6. Voulez-Vous, con il cast
7. S.O.S., con Sam
8. Slipping Through My Fingers, con Sophie
9. The Winner Takes It All
10. I Do, I Do, I Do, I Do, I Do, con Sam ed il coro
11. Mamma Mia, bis finale con il cast
12. Dancing Queen, bis finale con Rosie e Tanya
13. Waterloo, bis finale con il cast

Nel film Mamma mia! Ci risiamo canta le seguenti canzoni:
1. My love My life mamma mia ci risiamo ! Cantata durante il battesimo
2. The Day Before You Came canzone eliminata dal film mamma mia ci risiamo ma presente nella colonna sonora[senza fonte]

## Interpreti
Character: Donna
- Original London Cast (1999): Siobhán McCarthy
- Original Broadway Cast: Louise Pitre
- Original German cast (2003–2004): Carolin Fortenbacher
- Original Madrid Cast (2004): Nina
- Original Flemish Cast (2006): Vera Mann
- Current London Cast: Linzi Hateley
- Current Broadway Cast: Beth Leavel
- Current Mexico City Cast (2009–2010): Rocío Banquells/ Frida
- Current Dutch Tour Cast (2010): Lone Van Roosendaal
- Original Oslo cast (2009): Heidi Gjermundsen Broch
- Current Pakistan Cast (2009–2010): Kiran Chaudhry
- Original South African Cast (2010-2011): Gina Shmukler
- Current North America Tour Cast (2010): Michelle Dawson
- Produzione italiana originale: Chiara Noschese